# Коттаб (сладость)
Коттаб (перс. قطاب‎, qottâb) — жаренные во фритюре пирожные иранской кухни с начинкой из миндаля, приготовленное из муки, миндаля, сахарной пудры, растительного масла и кардамона. Город Йезд хорошо известен своим коттабом.
Коттаб — это последняя вариация древнего персидского блюда «санбосаг», которое стало известно как самбуса на Индийском субконтиненте и за его пределами. Однако на родине, в Иране, коттаб — кондитерское изделие, за исключением района Ларистана и побережья Персидского залива, где изготавливается санбосаг в его первоначальной форме блюда. Традиция приготовления в нынешнем виде идёт после XVI века.